# Car Wash – Der ausgeflippte Waschsalon
Car Wash ist eine US-amerikanische Musik-Komödie aus dem Jahr 1976.

## Handlung
Mr. B ist der Besitzer von Dee-Luxe-Carwash, der bekanntesten Autowaschanlage in Los Angeles. Dort muss er sich mit den skurrilsten Figuren der Stadt auseinandersetzen. Im täglichen Trubel versucht der Autowäscher T.C., bei einem Radioquiz Eintrittskarten für die angesagteste Disco zu ergattern, um seine große Liebe für sich zu gewinnen.

## Kritik
Bei Rotten Tomatoes werden 88 Prozent der ausgewerteten Filmkritiken als positiv eingestuft.
Lexikon des Internationalen Films: Die Handlung dient in erster Linie einer Aneinanderreihung seichter Gags überwiegend auf Klamottenniveau; zynische Witze und eine nervtötende Musikkulisse stehen dem Anliegen, soziale Probleme vermitteln zu wollen, im Wege.
Cinema lobt: „Black-Cinema-Klassiker mit heißem Funk“.

## Auszeichnungen
Car Wash lief im Wettbewerb um die Goldene Palme in Cannes 1977. Regisseur Michael Schultz erhielt auf dem Festival den Technical Grand Prize. Norman Whitfield bekam die Auszeichnung für Best Music. Der frühere Motown-Produzent und Songwriter erhielt außerdem eine Nominierung für die Golden Globes für Best Original Song. Bei den Grammy' 1977 wurde er mit der Trophäe für Best Album of Original Score Written for a Motion Picture or Television Special ausgezeichnet.
Der von Whitfield geschriebene und produzierte gleichnamige Titelsong Car Wash von Rose Royce wurde ein weltweiter Hit.